# Игры Юго-Восточной Азии 2011
26-е Игры Юго-Восточной Азии прошли с 11 по 22 ноября 2011 года в Индонезии. Столицей игр был город Палембанг, однако около половины всех состязаний проходило в Джакарте.

## Виды спорта
- Бадминтон
- Баскетбол
- Бейсбол
- Бильярд и снукер
- Бокс
- Борьба
- Боулинг
- Бридж
- Велоспорт
  - BMX
  - Горный велосипед
  - Велотрек
  - Шоссе
- Вовинам
- Воднолыжный спорт
- Водные виды спорта
  - Водное поло
  - Плавание
  - Плавание в открытой воде
  - Прыжки в воду
  - Синхронное плавание
- Волейбол
  - Обычный
  - Пляжный
- Гимнастика
  - Аэробика
  - Спортивная гимнастика
  - Художественная гимнастика
- Гольф
- Гребля на байдарках и каноэ
- Дзюдо
- Драгонбот
- Каратэ
- Катание на роликовых коньках
- Конный спорт
- Кэмпо
- Лёгкая атлетика
- Настольный теннис
- Парапланеризм
- Парусный спорт
- Пенчак силат
- Петанк
- Плавание в ластах
- Пулевая стрельба
- Сепак такро
- Альпинизм в помещениях
- Софтбол
- Софт-теннис
- Стрельба из лука
- Теннис
- Тхэквондо
- Тяжёлая атлетика
- Ушу
- Фехтование
- Футбол
- Футзал
- Шахматы

## Итоги Игр
| Место                           | Страна          | Золото | Серебро | Бронза | Всего |
| ------------------------------- | --------------- | ------ | ------- | ------ | ----- |
| 1                               | Индонезия       | 182    | 151     | 143    | 476   |
| 2                               | Таиланд         | 109    | 100     | 120    | 329   |
| 3                               | Вьетнам         | 96     | 92      | 100    | 288   |
| 4                               | Малайзия        | 59     | 50      | 81     | 190   |
| 5                               | Сингапур        | 42     | 45      | 73     | 160   |
| 6                               | Филиппины       | 36     | 56      | 77     | 169   |
| 7                               | Мьянма          | 16     | 27      | 37     | 80    |
| 8                               | Лаос            | 9      | 12      | 36     | 57    |
| 9                               | Камбоджа        | 4      | 11      | 24     | 39    |
| 10                              | Восточный Тимор | 1      | 1       | 6      | 8     |
| 11                              | Бруней          | 0      | 4       | 7      | 11    |
| Всего                           | Всего           | 554    | 549     | 704    | 1807  |
| Источник: Официальные итоги Игр |                 |        |         |        |       |